# Didymoplexis
Didymoplexis là một chi lan không lá trong tông Gastrodieae,gồm 17 loài.

## Hình ảnh

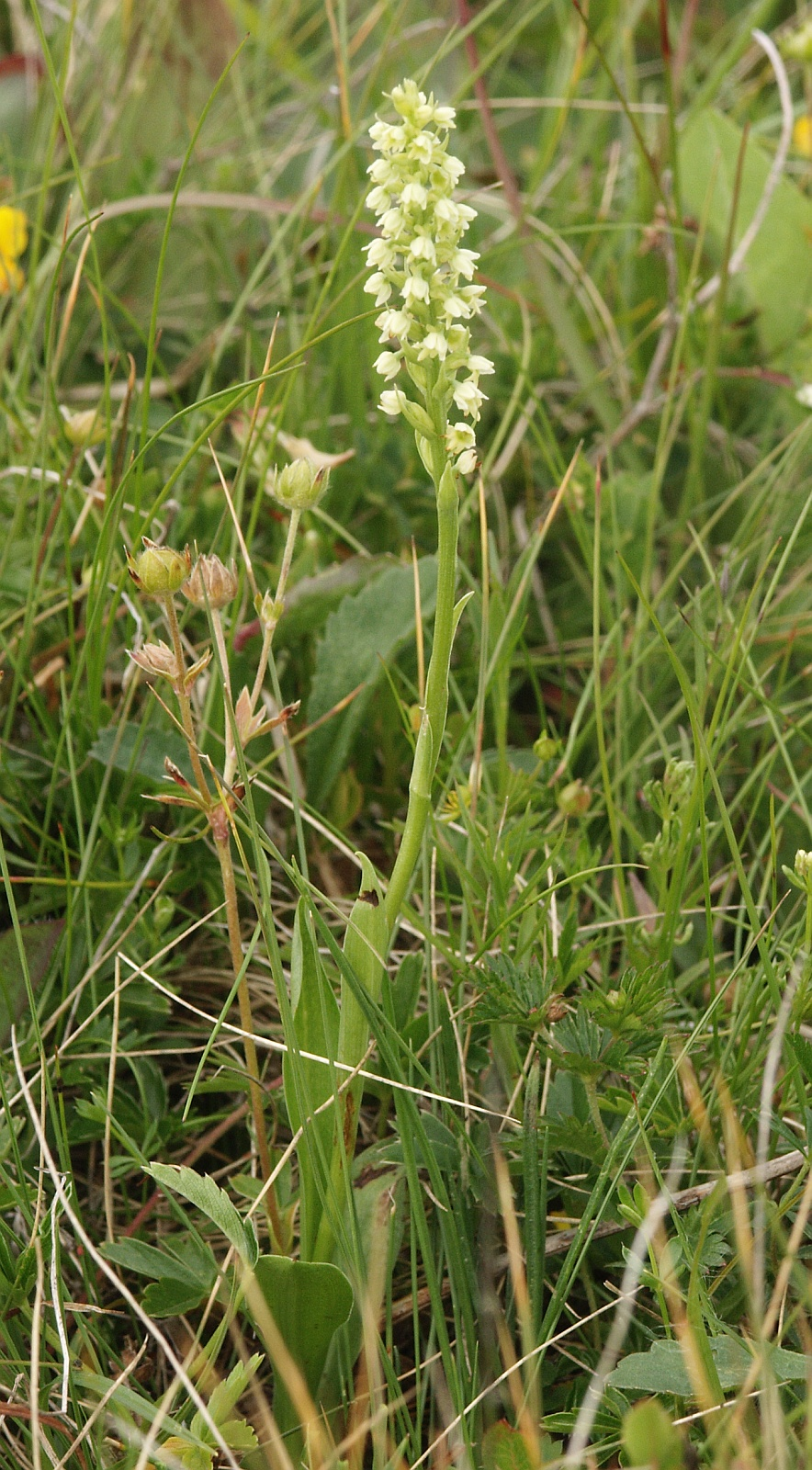

## Các loài
| - Didymoplexis africana - Didymoplexis brevipes - Didymoplexis cornuta - Didymoplexis fimbriata - Didymoplexis flexipes - Didymoplexis forcipata - Didymoplexis himalaica - Didymoplexis kinabaluensis - Didymoplexis latilabris - Didymoplexis madagascariensis - Didymoplexis micradenia - Didymoplexis minor - Didymoplexis neo-caledonica - Didymoplexis neocaledonica - Didymoplexis nipponica - Didymoplexis obreniformis | - Didymoplexis pachystomoides - Didymoplexis pallens - Didymoplexis papuana - Didymoplexis philippinensis - Didymoplexis samoensis - Didymoplexis striata - Didymoplexis subcampanulata - Didymoplexis sylvatica - Didymoplexis torricellensis - Didymoplexis trichechus - Didymoplexis trukensis - Didymoplexis verrucosa - Didymoplexis vietnamica |